# Kimizu
La sauce kimizu est une sauce japonaise de type dip qui s'apparente par son utilisation à la mayonnaise. Elle est réalisée en mélangeant les ingrédients (jaune d'œuf, vinaigre de riz, dashi, sucre) puis en les chauffant au bain marie jusqu'à ce que le mélange épaississe. Elle est consommée froide et se sert avec les mets bouillis.